# Třída Ægir (1968)
Třída Ægir je třída oceánských hlídkových lodí pobřežní stráže Islandu.

## Stavba
Prototypovou jednotku Ægir postavila loděnice Alborg Vaerft v Alborg. Její sesterskou loď Týr postavila loděnice 	Dannebrog Vaerft v Aarhusu.
Jednotky třídy Ægir:
| Jméno     | Spuštěna | Vstup do služby | Status                  |
| --------- | -------- | --------------- | ----------------------- |
| ICGV Ægir | 1967     | 1. ledna 1968   | vyřazena 15. srpna 2022 |
| ICGV Týr  | 1974     | 15. března 1978 | vyřazena 15. srpna 2022 |

## Konstrukce

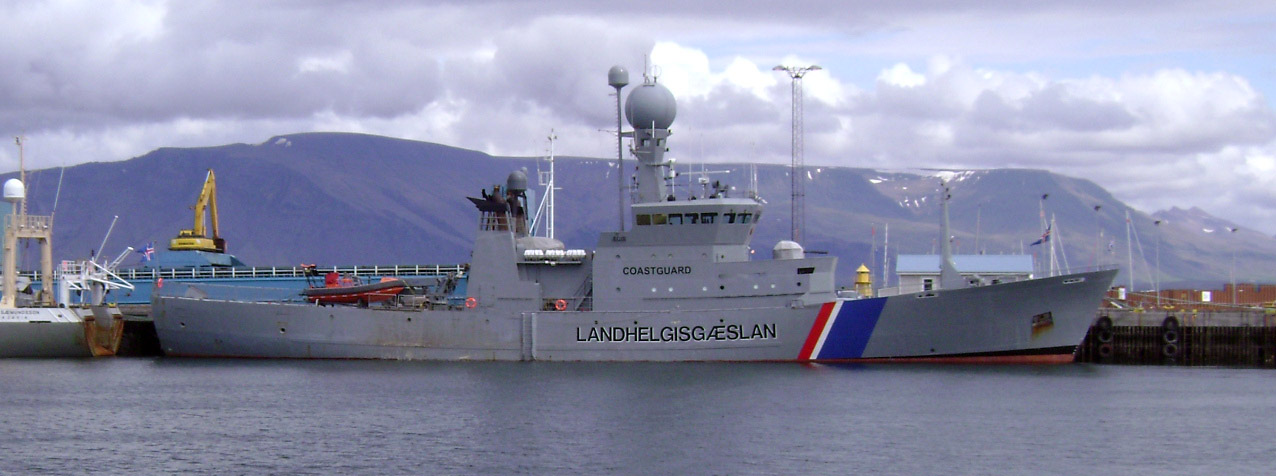
Ægir

Plavidla jsou vybavena navigačním radarem Furuno a sonarem. Jsou vyzbrojena jedním 40mm kanónem Bofors (do roku 1990 nesly 57mm kanón Hotchkiss). Na zádi mají přistávací plochu a hangár pro vrtulník. Pohonný systém tvoří dva diesely MAN R8V 40/54, o celkovém výkonu 8600 bhp. Ty roztáčí dvojici lodních šroubů. Nejvyšší rychlost dosahuje 20 uzlů.